# Церква Благовіщення Пресвятої Богородиці (Похівка)
Церква Благовіщення Пресвятої Богородиці — чинна дерев'яна церква у селі Похівка Богородчанськ району на Івано-Франківщині. Парафія Благовіщення Пресвятої Богородиці належить до Православної церкви України. Престольне свято — 7 квітня. Настоятель ієрей Микола Гунько.

## Розташування
Церква Благовіщення Пресвятої Богородиці розташована в центральній частині села Похівка, східніше від головної дороги, на рівній ділянці в оточенні дерев.

## Історія церкви
У Похівці перша дерев'яна церква Благовіщення Пресвятої Богородиці була побудована у 1776 році. У 1820 році було збудовано нову дерев'яну церкву, на місці старої, яка діє донині. Парафія була філіяльною до парафіяльної церкви в Богородчанах. У 1875 році церкву було відремонтовано та оздоблено.
Церква Благовіщення Пресвятої Богородиці ніколи не закривалася, була чинною й під час радянської окупації.

### Перехід з УПЦ МП до Православної церкви України
13 січня 2019 року релігійна громада Благовіщення Пресвятої Богородиці села Похівка першою на Івано-Франківщині перейшла до помісної Православної церкви України. За перехід до Православної церкви України проголосували більше 100 осіб. Прихильники московського патріархату, які на зборах були у явній меншості, покинули збори. Громада обрала керівництво і ревізійну комісію та дала доручення їм звернутися з проханням прийняти їх у лоно Православної церкви України. Оскільки священник УПЦ Московського патріархату та незначна частина парафіян не підтримала рішення про перехід церковної громади в лоно помісної Православної церкви України, церкву було тимчасово опломбомбовано до 17 січня 2019 року

## Архітектура
Церква дерев'яна, хрещата в плані, одноверха. До вівтаря прибудовані ризниці, з півдня — дерев'яна, а з півночі — муроване. До бабинця прибудовано невеликий присінок. Є бічний вхід до церкви на півдні нави. Церква оточена широким піддашшям. Купол церкви великий, з маленькою банею.
З півдня від церкви стоїть дзвіниця.
Під час останнього ремонту церкви стіни покрили пластиковою вагонкою, замінили вікна на пластикові, дахи перекрили новою бляхою.